# 4101 Ruikou
4101 Ruikou (1988 CE) là một tiểu hành tinh vành đai chính được phát hiện ngày 8 tháng 2 năm 1988 bởi Tsutomu Seki ở Geisei Observatory.